# Aerocon
La Aerolínea bandera del Beni - Mismo dias, mismos destinos, mismas horas.

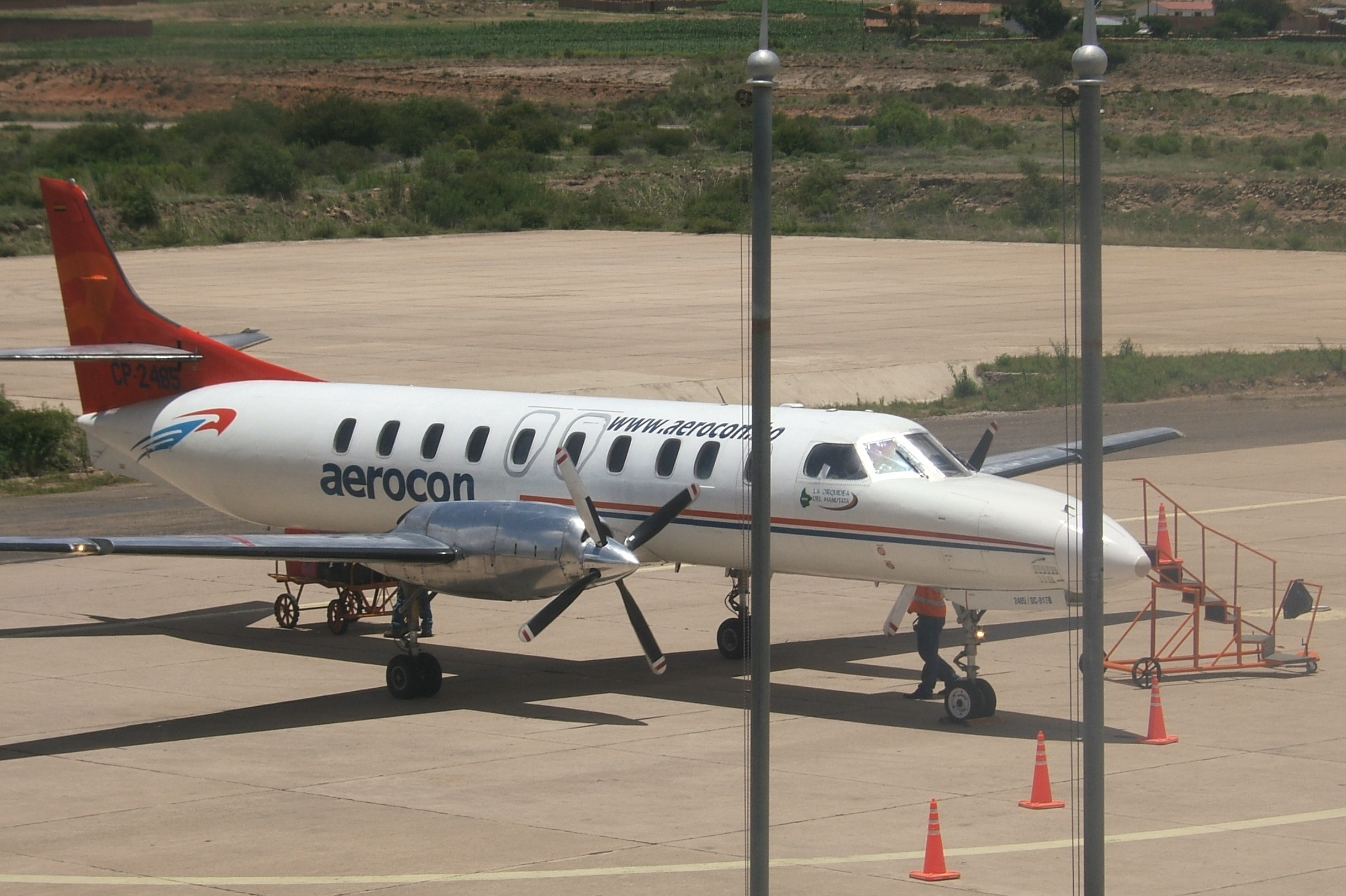

Aerocón est une compagnie aérienne bolivienne dont le siège se trouve à Trinidad. Cette compagnie assure principalement des vols avec les villes de Cochabamba, Santa Cruz, La Paz, Cobija et d'autres villes boliviennes.

## Flotte
| Nombre | Modèle       | Capacité     |
| ------ | ------------ | ------------ |
| 8      | Fairchild 23 | 19 passagers |

## Destinations
Depuis Trinidad, Aéroport Jorge Henrich
- Santa Cruz de la Sierra / Aéroport international de Viru Viru / aéroport El Trompillo
- La Paz / Aéroport international El Alto
- Cochabamba / Aéroport international Jorge Wilstermann
- Riberalta / Aéroport de Riberalta
- Guayaramerín / Aéroport Capitán de Av. Emilio Beltrán
- San Borja / Aéroport San Borja
- Rurrenabaque / Aéroport de Rurrenabaque
- Cobija / Aéroport Capitán Aníbal Arab
- Tarija / Aéroport international Oriel Lea Plaza (vía SCZ)
- Yacuíba / Aéroport de Yacuiba (vía SLTJ)
- Puerto Suárez / Aéroport de Puerto Suárez (vía SCZ)
- Porto Velho / Aéroport international Governador Texeira de Oliveira (à partir de fin 2011)
- Rio Branco / Aéroport international Presidente Medici (en) (à partir de fin 2011)
- Cuiabá / Aéroport Marechal Rondon (en) à partir de (fin 2011)
- Juliaca / Aéroport international Inca Manco Cápac (à partir de fin 2011)
- Arica / Aéroport international Chacalluta (à partir de fin 2011)

## Anciennes destinations
- Santa Ana del Yacuma / Aéroport José Chávez Suárez

## Codes partagés
- Aerosur
- Amaszonas